# Occhio Cupo
Occhio Cupo é um personagem de fumetti criado por Gian Luigi Bonelli e Aurelio Gallepini em 1948.